# Танги III дю Шатель

Герб дю Шателей

Танги III дю Шатель (фр. Tanneguy III du Chastel; 1369 — 1449) — французский рыцарь, участник Столетней войны, приближённый короля Карла VII.

## Биография
Танги дю Шатель родился в 1369 году во Франции. В 1410 году он командовал войсками Людовика II Анжуйского в Риме, поддерживая антипапу Александра V против короля Неаполя Владислава. Возвратившись во Францию, дю Шатель служил дофину Людовику Гиеньскому, сыну Карла VI.
В начавшейся войне арманьяков и бургиньонов Танги принял сторону первых, и в 1415 году был назначен прево Парижа, контролировавшегося арманьяками, а затем стал комендантом Бастилии. 25 октября 1415 года дю Шатель сражался в битве при Азенкуре, проигранной французами армии Генриха V.
29 мая 1418 года отряд бургундцев под командованием графа де л’Иль-Адама захватил Париж. Во время устроенной в тот же день резни арманьяков дю Шатель сумел спасти дофина Карла, будущего Карла VII, и укрыть его в Бастилии. Вскоре дофин и дю Шатель с отрядом вооружённых всадников ускакали в Бурж. После смерти коннетабля Бернара д’Арманьяка, убитого 29 мая, Танги оказался одним из лидеров своей партии, главой которой формально считался дофин, хотя ему было лишь пятнадцать лет.

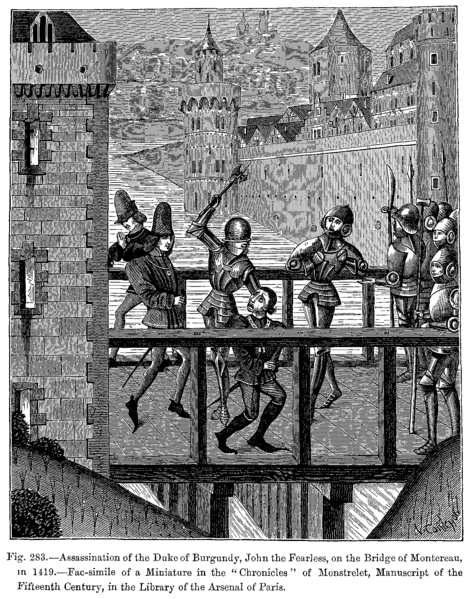
Убийство Жана Бесстрашного (миниатюра из «Хроник» Ангеррана Монстреле)

Танги дю Шатель был одним из главных участников убийства герцога Бургундского Жана Бесстрашного: оно произошло 10 сентября 1419 года на мосту в Монтеро, куда съехались на встречу герцог и дофин. Как считается, преклонив колени перед дофином, Жан Бесстрашный поднялся и положил руку на эфес шпаги; дю Шатель выхватил секиру, нанёс герцогу удар в лицо и крикнул: «Бей, бей!». Люди дофина напали на свиту герцога, часть её была перебита, а часть обращена в бегство. Герцог Бургундский скончался от ран, его преемником стал сын, Филипп Добрый, заключивший союз с королём Англии. В январе 1421 года Парижский парламент, где господствовали бургиньоны, постановил, что дворяне-арманьяки, бывшие на мосту в Монтеро (Танги дю Шатель, Арно де Барбазан, виконт де Нарбонн и другие), а также сам дофин Карл, лишаются всех своих владений и должны покинуть Францию. Однако в условиях гражданской войны это решение осталось пустым звуком.
В 1422 году Танги получил должность главного распорядителя двора (см. Высшие коронные чины во Франции). Начиная с 1425 года его влияние на Карла VII уменьшается, уступая влиянию коннетабля де Ришмона. В 1448 году дю Шатель вновь побывал в Риме, возглавляя дипломатическую миссию, посланную королём Франции к папе Николаю V.

## Семья
Танги дю Шатель был женат на Сибилле Ле Вуайе. Детей у них не появилось; владения Танги унаследовал его племянник, Танги IV дю Шатель (умер в 1477 году).

## Образ в искусстве

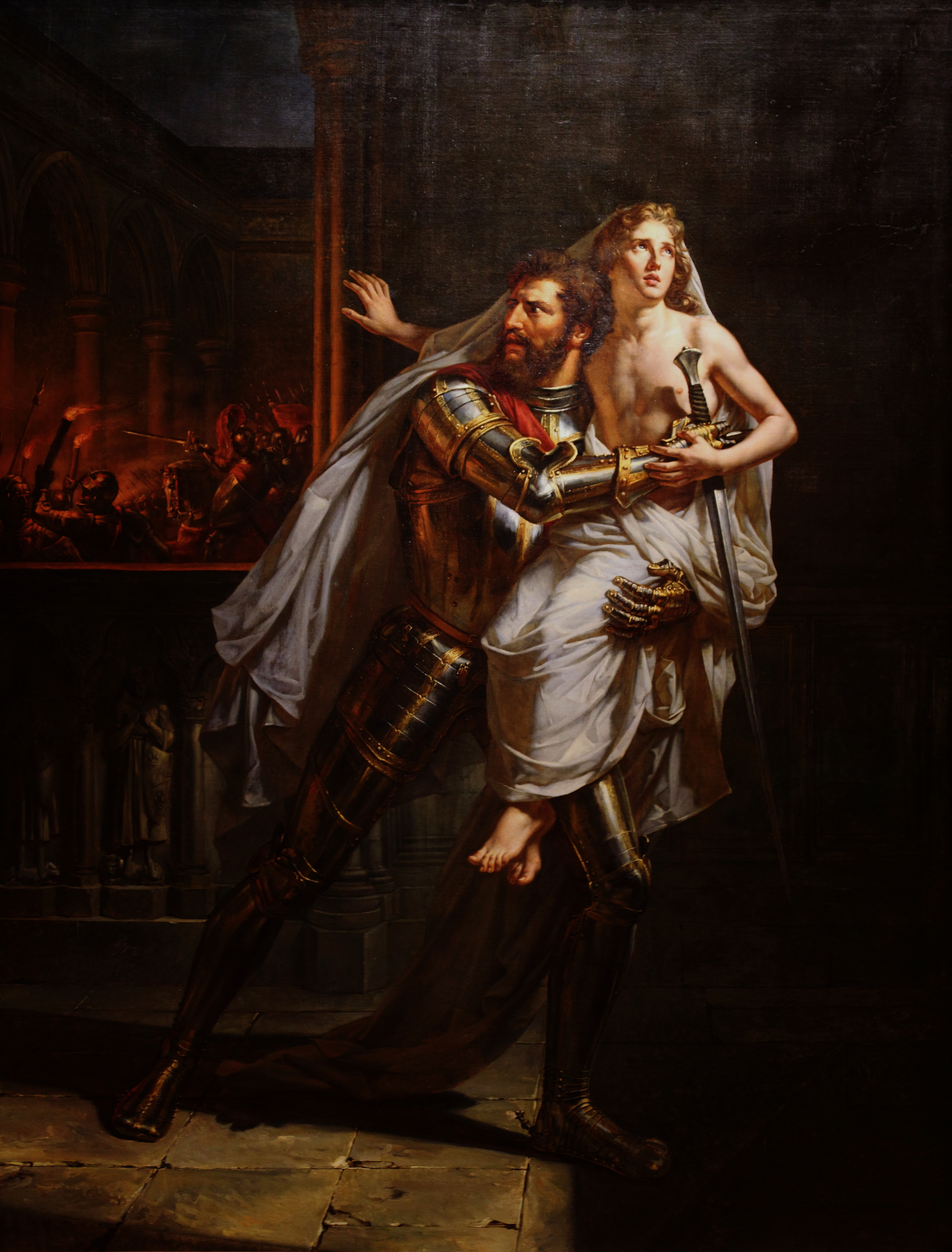
Танги дю Шатель спасает дофина Карла (картина кисти Огюста Кудера)

Спасению дофина дю Шателем посвящены живописные полотна Флёри Франсуа Ришара (1819, хранится в Национальном музее в Фонтенбло) и Огюста Кудера (1828, музей изящных искусств Ренна). Кроме того, Танги дю Шатель — один из центральных персонажей романа Александра Дюма-отца «Изабелла Баварская», в котором автор даёт ему такую характеристику

Что касается Танги Дюшателя, то это был один из тех людей, которым история воздвигает памятники. В своей преданности правящей династии он дошёл до убийства: сама доблесть этого человека привела его к преступлению. Он стал убийцей ради другого и всю ответственность принял на себя. Такие поступки не подлежат человеческому суду — их судит Бог, и результат их служит им оправданием. Простой рыцарь, Танги Дюшатель дважды вмешался в судьбу государства, когда она почти была уже решена, и дважды изменил её полностью: в ту ночь, когда он увёз дофина из дворца Сен-Поль, он спас монархию; в тот день, когда он поразил герцога Бургундского, он сделал больше — спас Францию.
— Александр Дюма, «Изабелла Баварская» (1835)